# Geografía de San Juan
Geografía de San Juan, hace mención a un análisis sistémico del espacio geográfico de la provincia de San Juan, ubicada en el centro oeste de Argentina.
Esta provincia posee un territorio cuya superficie es de 89.651 km², donde se destaca con preponderancia un relieve montañoso de escasa vegetación, fértiles oasis, ríos del deshielo cordillerano, serranías e importantes yacimientos mineros y paleontológicos. Una población, que según estimaciones de 2009 llega a 705.378 habitantes, ocupando el 13.º puesto entre las demás provincias argentinas, con gran concentración en el centro sur de dicha provincia, dedicada moyoritariamente a las actividades terciarias.

## Localización
La provincia de San Juan está localizada en forma:
- Relativa

Al sur del continente, América, al centro oeste del país Argentina, en la parte oriental de la Cordillera de los Andes. En el extremo noroeste de la Región del Nuevo Cuyo, a más de 1.000 kilómetros al oeste de la ciudad de Buenos Aires.
- Absoluta

Entre los paralelos de: 28°22′ y 32°30′ de latitud Sur, y los meridianos de: 70°35′ y 66°51′ de longitud Oeste. En forma puntual se localiza a:30°50′49″S 68°47′00″O / -30.84694, -68.78333

## Espacio antrópico

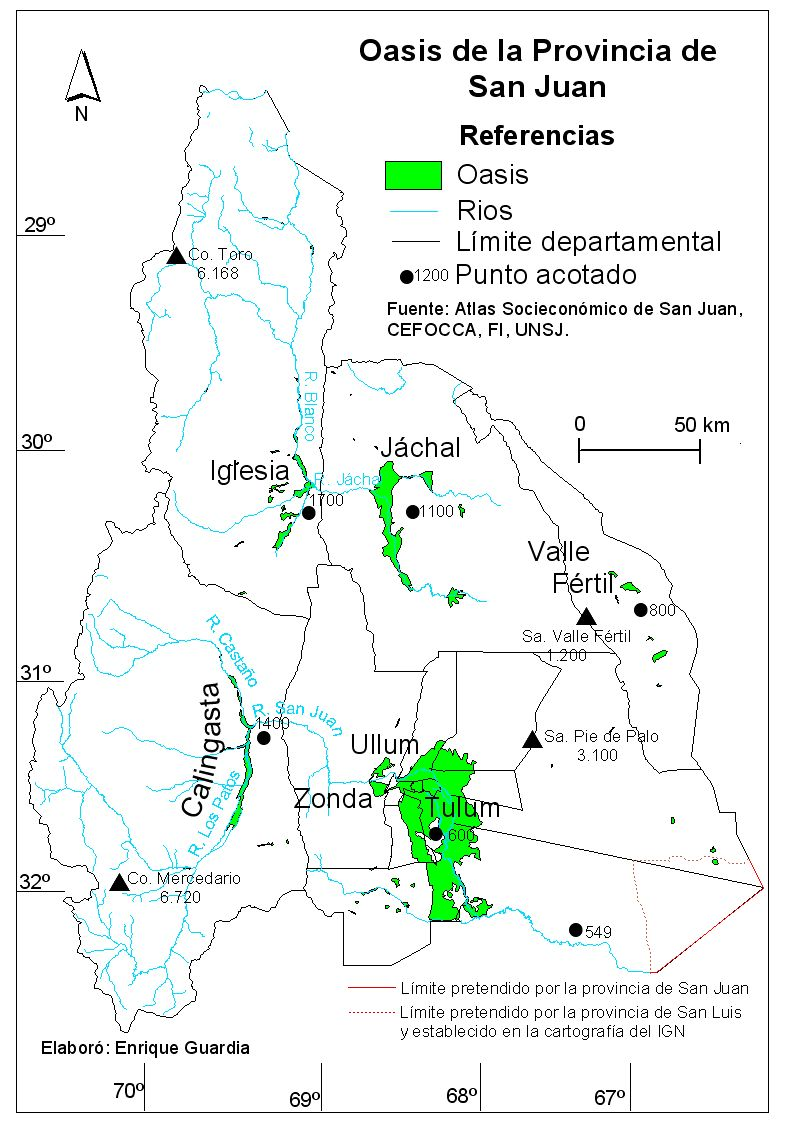
Mapa que representa la distribución de los oasis, espacios concentradores de actividades antrópicas.

Este tipo de espacio en San Juan, está presente con predominio en los oasis, donde convergen y se relacionan varias acciones con implicaciones espaciales que realiza el hombre. En estos sitios, se ubica el mayor porcentaje de población y se llevan a cabo las actividades de mayor preponderancia y significación tanto social, cultural como económica para la provincia, sin embargo e de destacar que la actividad minera más fuerte se desarrolla a las afueras de estos espacios aglutinadores de impactos, que en la actualidad tiene una fuerte participación en plano de la rentabilidad monetaria.
Los oasis en términos geográficos son espacios de tipo nuclear (nuclean una importante variedad de actividades) que encuentran intercumunicados por flujos (vías de comunicación entre otros) que transportan bienes y servicios.

### División administrativa
La provincia está dividida en 19 departamentos. La Constitución que rige la provincia fue sancionada en 1986.
En San Juan departamentos y municipios corresponden a la misma entidad, estos se remontan a los cabidos, que marcaron la vida institucional de América cuando estaba bajo el dominio español, luego de la Revolución de Mayo comenzaron a desaparecer y en San Juan dejaron de existir en 1821.
En 1824, el gobernador Martín Yanzón organizó el territorio de esta provincia en dos departamentos, el "departamento del Norte" y el "departamento del Sur", con tres barrios cada uno. Más tarde, un regimiento de irrigación de 1851 dividió a San Juan en secciones territoriales, cada una de ellas dirigidas por una junta de irrigación.
La primera constitución provincial de 1856 previa una organización en departamentos y estos en distritos; pero en 1909 se terminaron de fijar con mayor precisión los límites, cabeceras y sus respectivos nombres. Leyes posteriores realizaron modificaciones en esta materia, pero hasta 1942 no se definió el actual trazado en 19 departamentos.
| Departamento | Localidad cabecera                  | Superficie | Población    |
| Albardón     | General San Martín                  | 915 km²    | 20.413 hab.  |
| Angaco       | Villa El Salvador                   | 1.865 km²  | 7.570 hab    |
| Calingasta   | Tamberías                           | 22.589 km² | 8.176 hab.   |
| Capital      | San Juan                            | 30 km²     | 112.778 hab. |
| Caucete      | Caucete                             | 7.502 km²  | 33.609 hab   |
| Chimbas      | Villa Paula Albarracín de Sarmiento | 62 km²     | 73.829 hab.  |
| Iglesia      | Rodeo                               | 19.801 km² | 6.737 hab.   |
| Jáchal       | San José de Jáchal                  | 14.749 km² | 21.018 hab.  |
| 9 de julio   | 9 de julio                          | 185 km²    | 7.652 hab.   |
| Pocito       | Aberastain                          | 515 km²    | 40.969 hab.  |
| Rawson       | Villa Krause                        | 300 km²    | 107.740 hab. |
| Rivadavia    | Rivadavia                           | 157 km²    | 76.150 hab.  |
| San Martín   | San Martín                          | 435 km²    | 10.140 hab.  |
| Santa Lucía  | Santa Lucía                         | 45 km²     | 43.565 hab.  |
| Sarmiento    | Media Agua                          | 2.782 km²  | 19.092 hab.  |
| Ullum        | Villa Ibáñez                        | 4.391 km²  | 4.490 hab.   |
| Valle Fértil | San Agustín                         | 6.419 km²  | 6.864 hab    |
| 25 de mayo   | Santa Rosa                          | 4.519 km²  | 15.193 hab.  |
| Zonda        | Villa Basilio Nievas                | 4.391 km²  | 4.038 hab.   |

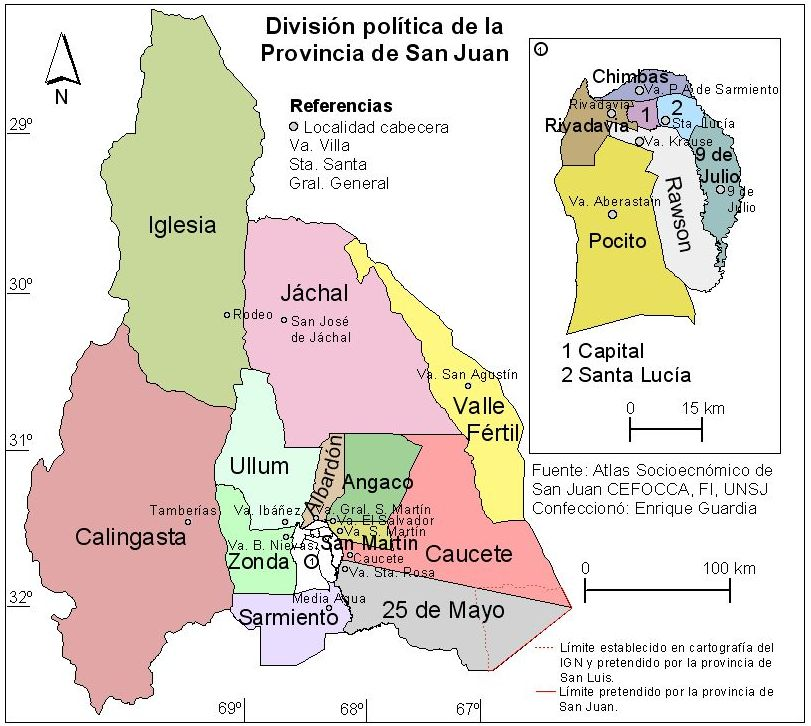
Mapa de la división política de San Juan

Para obtener datos más detallados respecto a los municipios véase:
- Anexo:Municipios de San Juan
- Anexo:Distritos de la provincia de San Juan
- Anexo:Departamentos de San Juan por superficie

Para información sobre la organización municipal de la provincia, véase:
- Organización municipal de San Juan

### Población

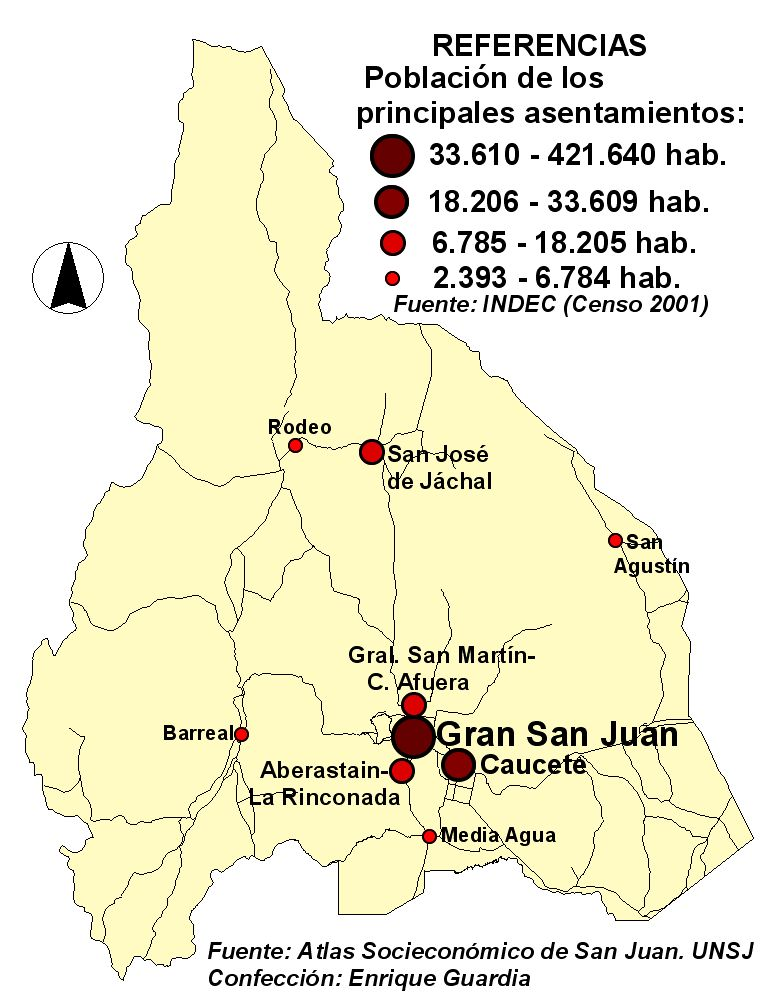
Mapa de la provincia que representa la distribución de los principales asentamientos de población.

La población de la provincia de San Juan se concentra por mayoría en los oasis o valles centrales del: Tulúm, Ullum, Zonda y Jáchal, puesto que allí se aglutinan, aproximadamente, más del 90% de los sanjuaninos. En minoría el resto de ese porcentaje se ubica en los valles de Iglesia y Calingasta, donde se visualizan pequeños poblados dedicados principalmente a la agricultura y al turismo en los últimos tiempos. Otra concentración se halla en Valle Fértil, en forma escasa organizada en pequeños poblados dispersos.
Las principales ciudades de la provincia se hallan en la aglomeración urbana del Gran San Juan, cuya centro es la San Juan, la capital provincial, centro administrativo, comercial y asiento de autoridades gubernamentales de la provincia, también se destaca Villa Krause, el principal núcleo comercial de la zona sur de dicha aglomeración. Desde este punto de vista tales ciudades aludidas no existen como unidades, pero forman un continuo urbano ininterrumpido. La ciudad de Caucete, centro administrativo y comercial del área este del Valle del Tulúm, es la única urbe de peso luego del aglomerado citado, siendo un de los principales centros vitívinicola de la provincia. También se destacan las localidades de: General San Martín y Aberastain, cabeceras administrativas e institucionales departamentales, de Albardón la primera y de Pocito la segunda, que forman continuos urbanos con localidades vecinas (General San Martín - Campo Afuera, Aberastain - La Rinconada...) y San José de Jáchal, siendo esta última el principal centro funcional del área norte de la provincia. Otras localidades a destacar son: Media Agua, Rodeo, Barreal y San Agustín, siendo las tres últimas los principales centros turísticos del interior de la provincia.
El Censo 2001 indicaba que San Juan contaba con 622,094 habitantes (Indec, 2001) siendo mayoritaria la población urbana con 528,267 habitantes (Indec, 2001) y en minoría población rural: 93,827 habitantes (Indec, 2001). Para el censo de 1991 dicha provincia poseía 528,715 habitantes (Indec, 1991) habitantes, contando con una población urbana de: 424,416 habitantes (Indec, 1991)) y un población rural de: 44,663 habitantes (Indec, 1991).
A pesar del incremento intercensal se observa una tendencia de éxodo, se revela el censo de 1991 al censo 2001 se fueron 9 de cada 100 sanjuaninos, lo que equivale del total de la población un 27% de pobladores que dejaron la provincia, llegando a ocupar el 2.º puesto entre las provincias de más éxodo poblacional, siendo solo superada por Santiago del Estero.
La última estimación Según el INDEC para junio de 2009 es de 705.378 habitantes, ocupando el 13.º puesto entre las demás provincias, y teniendo tan sólo el 1,75% en relación con el porcentaje total de la población en el país.
Para más información véase
- Anexo:Departamentos de San Juan por población
- Anexo:Localidades simples y compuestas de la provincia de San Juan
- Anexo:Localidades cabeceras de San Juan por población

### Geoeconomía

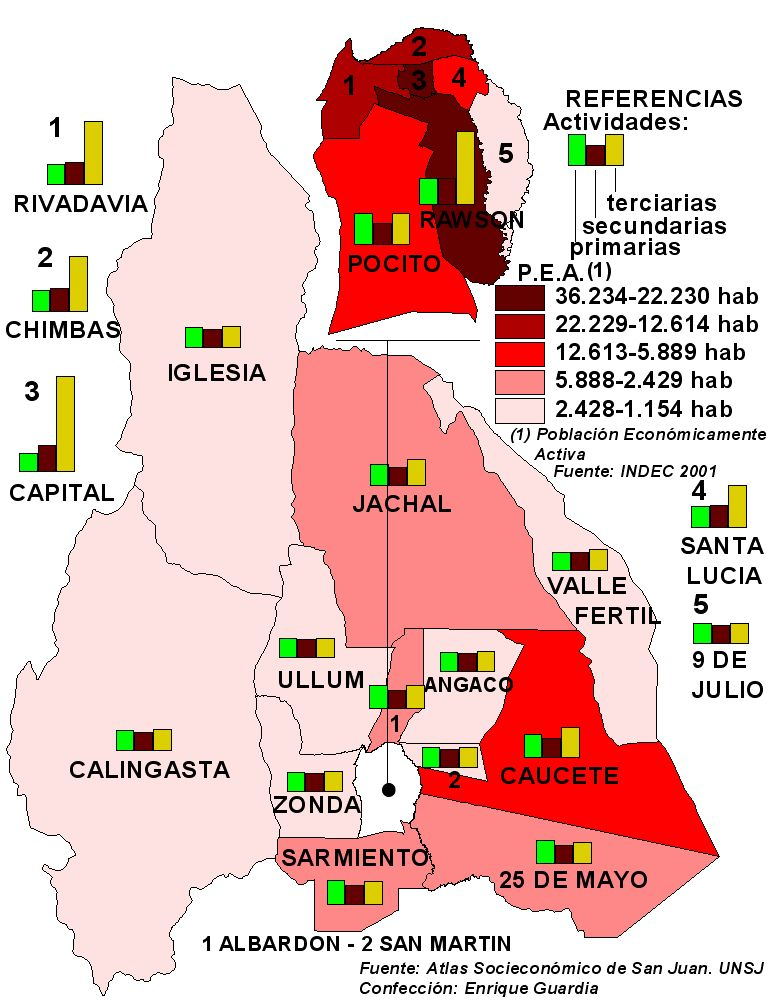
Mapa de la provincia con la distribución de la Población Económicamente Activa y sus actividades económicas, según los respectivos departamentos

Teniendo en cuenta un punto de vista geoeconómico, la provincia presenta un espacio económico de baja rentabilidad monetaria, cuya explotación implica la necesidad de una infraestructura de importante costo financiero, puesto que carece en cantidad y calidad de los recursos fundamentales como lo son el: suelo (ya que predomina la presencia de afloramiento rocoso) y agua (escasez de precipitaciones, puesto que no superan en forma general los 100 mm y escasez de cursos fluviales permanentes a nivel superficial). Estos aspectos son las causas más preponderantes de un aspecto geoeconómico caracterizado por un agricultura intensiva sustentada a partir del riego artificial, con la presencia de minifundio y con escaso desarrollo en la actividad ganadera. Sin embargo la importante presencia de roca aflorante puede permitir el funcionamiento de la actividad minera, pero la escasez hídrica sería un factor negativo para su fructífero desarrollo.
La actividad primaria que se desarrolla en la provincia está representada por una actividad minera, que se lleva a cabo con la extracción minerales metalíferos y no metalíferos, cuyas explotaciones se localizan en cercanías a dichos recursos y una agricultura, bajo una producción frutihortícola, cuyo sustento es el riego artificial localizada en forma puntual en los oasis.
La localización de los recursos minerales, está en tres grandes regiones: la región occidental de la provincia, hacia el oeste de la provincia, en las cordilleras: Frontal y Principal, es un área con más de 37.000 km² con buena infraestructura vial, donde es posible la extracción de minerales como el oro, cobre, plomo, plata, zinc, molibdeno, arsénico, bismuto y otras, recursos en minerales industriales y rocas de aplicación como sulfato de aluminio, yeso, granito, riolita y otras. Otra región, es la central constituida por la precordillera, donde se desarrolla la mayor actividad extractiva en la provincia representada por la producción de minerales industriales y roca de aplicación. Son más de 23,000 km² con buena infraestructura vial. Ambiente geológico favorable para mineralizaciones por metales de base y preciosos. Imponente potencial en minerales industriales y rocas de aplicación como caliza, dolomita, diatomita, bentonita, caolín, grava, sulfato de sodio, travertino, mármol y esquisto. Por último está la región Oriental en el área correspondiente a las Sierras Pampeanas que posee más de 16.000 km² de ambiente geológico promisorio para metales preciosos y de base. Sistemas de mineralización de auríferos conocidos. Potencialidad en minerales industriales y rocas de aplicación como mármoles y esquistos, minerales de pegmatitas y minerales raros. Mientras que el potencial agrícola se desarrolla en los oasis bajo una red riego, producto de la sistematización de los cursos de agua permanentes de caudal producente, como lo son el Valle del Tulúm, el de mayor producción ubicado en el centro sur de la provincia, donde se cultiva por mayoría el cultivo de la vid, también se destacan los valles de: Ullum y Zonda, cuya superficie cultiva es menor que en el caso del anterior. El Valle de Jáchal, ubicado en el centro norte, a diferencia de los anteriores, en se desarrolla agricultura con la producción de cultivos estacionales.
Con respecto a la población económicamente activa, ella concentra, por mayoría, en la aglomeración urbana del Gran San Juan, donde se desarrolla una actividad secundaria, terciaria y cuaternaria.

## Síntesis geográfica de San Juan
Con una superficie es de 89.651 km², la provincia de San Juan, presenta un espacio geográfico que geoformológicamente es abrupto intercalado por zonas deprimidas, donde predomina el afloramiento rocoso con escasa presencia de suelo evolucionado, cuya localización del último, siempre con una muy escasa evolución (fertilidad), es presenta en los oasis -depresiones tectónicas rellenados con sedimentos transportados por aluviones- donde se asienta la mayor cantidad de población, cuyas actividades se reflejan en primarias, secundarias, terciarias y cuaternarias, constituyendo en los oasis verdaderos espacios nucleares, es decir donde se nuclean y enlazan varias actividades que evitan la escasez de bienes y servicios para posibilitar el asiento permanente.